# Scott McTominay
Scott Francis McTominay (Lancaster, 8. prosinca 1996.) škotski je nogometaš koji igra na poziciji veznog. Trenutačno igra za Napoli.

## Klupska karijera

### Manchester United
Kao petogodišnjak postao je igrač Manchester Uniteda. Za United je u Premier ligi debitirao 7. rujna 2017. protiv Arsenala od kojeg je United izgubio 0:2. U Liga kupu debitirao je 20. rujna u utakmici protiv Burton Albiona kojeg je United dobio 4:1. U UEFA Ligi prvaka debitirao je 18. listopada protiv Benfice koju je United pobijedio s minimalnih 1:0. Svoj prvi gol za klub postigao je 2. travnja 2019. u utakmici Premier lige koju je njegovu klub izgubio od Wolverhampton Wanderersa 2:1. Dana 2. veljače 2021. zabio je gol u utakmici protiv Southamptona koju je United dobio s visokih 9:0. McTominay je 7. listopada 2023. ušao u 87. minuti ligaške utakmice protiv Brentforda te postigao dva gola u sudačkoj nadoknadi. Manchester United je tako slavio s 2:1. Bio je strijelac i asistent 17. ožujka 2024. u utakmici četvrtfinala liga kupa protiv Liverpoola koji je eliminiran 4:3.

### Napoli (posudba)
McTominay je 30. kolovoza 2024. prešao u Napoli.

## Reprezentativna karijera
Za reprezentaciju je debitirao 23. ožujka 2018. u prijateljskoj utakmici u kojoj je Škotsku porazila Kostarika s minimalnih 1:0. Svoj prvi reprezentativni pogodak postigao je 9. listopada 2021. kada je Škotska pobijedila Izrael 3:2 u kvalifikacijskoj utakmici za Svjetsko prvenstvo Katar 2022.
McTominay je 25. ožujka 2023. postigao dva gola u kvalifikacijskoj utakmici za Europsko prvenstvo 2024. protiv Cipra 3:0. Tri dana kasnije postigao je jedina dva gola na kvalifikacijskoj utakmici protiv Španjolske.
U utakmici protiv Švicarske koja je završila 1:1, McTominay je postigao jedini gol Škotske na Europskom prvenstvu 2024. (ne uključujući autogol njemačkog nogometaša Antonija Rüdigera).

## Priznanja

### Individualna
- Član momčadi sezone UEFA Europske lige: 2020./21.[18]

### Klupska
Manchester United
- FA kup: 2023./24.;[19] finalist: 2017./18.,[20] 2022./23.[21]
- UEFA Europska liga (finalist): 2020./21.[22]
- Engleski Liga kup: 2022./23.[23]

## Vanjske poveznice
- Profil, Soccerway
- Profil, Soccerbase  (engl.)
- Profil, Škotski nogometni savez
- Profil, ManUtd.com
- Scott McTominay, National-Football-Teams.com‎ (engl.)